# Sinodskoje (obwód saratowski)
Sinodskoje (ros. Синодское) – wieś (sieło) w Rosji, w obwodzie saratowskim, w rejonie woskriesieńskim. W 2010 liczyła 677 mieszkańców.

## Urodzeni
- Wasilij Kłoczkow – radziecki wojskowy.